# Brug 892
Brug 892 is een kunstwerk in Amsterdam-Noord.
Deze voetbrug is gelegen over de Oostertocht en vormt de verbinding tussen de woonwijken van Tuindorp Oostzaan en een groenstrook/plantsoen ook wel Oostertocht Park genaamd. De brug landt in het noorden op de Kometensingel tussen de Pegasusstraat en Antarusstraat. Nooddiensten kunnen van deze brug gebruik maken indien zij in het park/plantsoen moeten zijn.
Ook de andere bruggen over de Oostertocht (brug 889, brug 890, brug 891 en brug 440) zijn rond 1970 gebouwd. Deze bruggen zijn ontworpen door Sier van Rhijn voor de Dienst der Publieke Werken. Van Rhijn ontwierp toen een reeks bruggen in Amsterdam-Noord. Deze genoemde vijf kregen alle hetzelfde uiterlijk; een betonnen overspanning, T-vormige betonnen borstweringen, betonnen landhoofden en een metalen balustrade. Die betonnen borstweringen werden veelvuldig gebruikt voor graffiti.

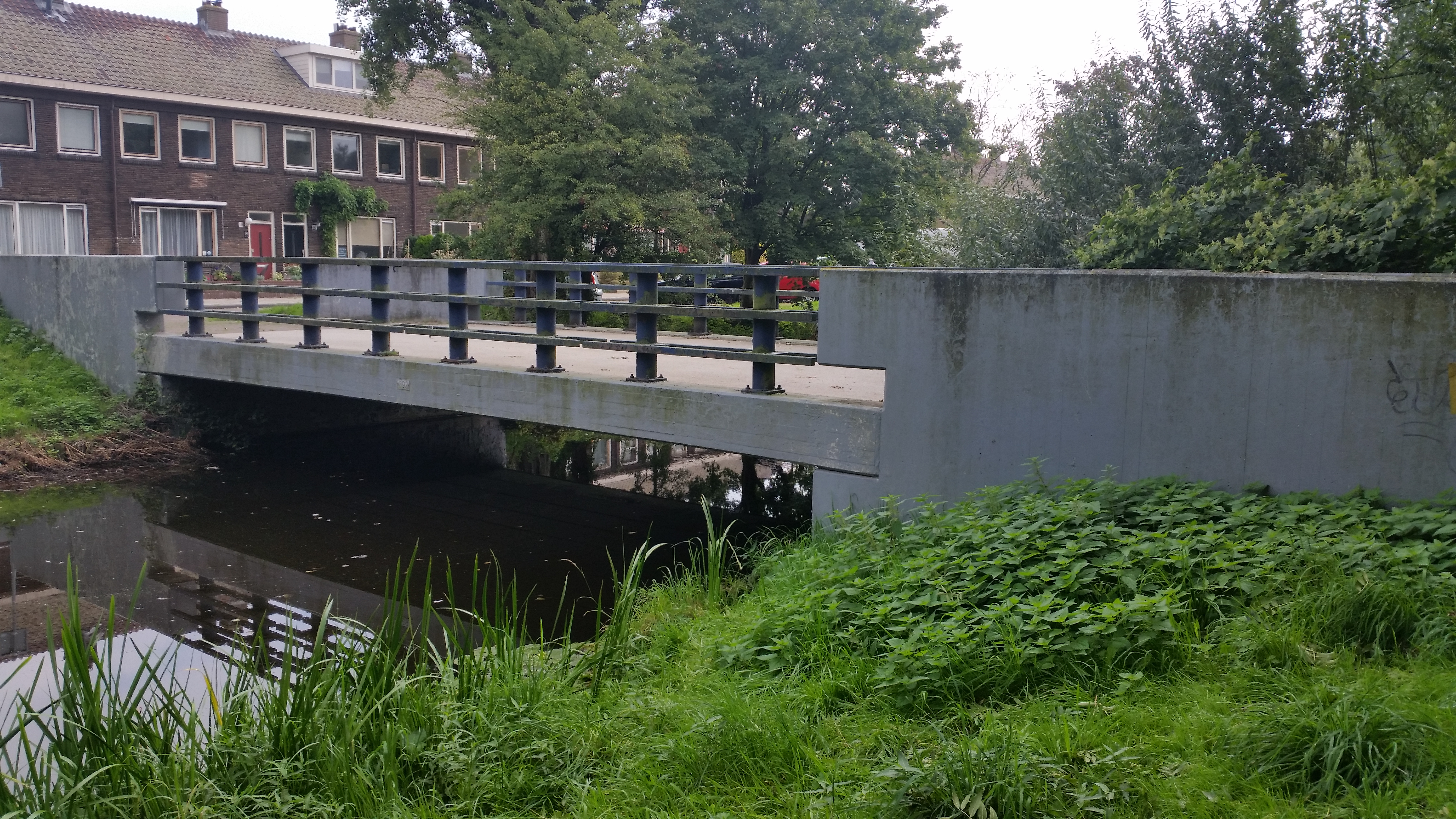
Brug 892, zijaanzicht (oktober 2018)

<<< · 801 · 802 · 803 · 804 · 805 · 808 · 811 · 812 · 813 · 814 · 815 · 816 · 817 · 818 · 819 · 820 · 821 · 822 · 823 · 824 · 825 · 826 · 827 · 828 · 829 · 830 · 831 · 832 · 833 · 834 · 835 · 836 · 837 · 838 · 839 · 840 · 841 · 842 · 844 · 845 · 846 · 848 · 849 · 850 ·  854 · 856 · 857 · 858 · 859 · 860 · 863 · 864 · 865 · 866 · 867 · 868 · 869 · 870 · 871 · 872 · 873 · 875 · 876 · 877 · 889 · 890 · 891 · 892 · 893 · 895 · 896 · 897 · 898 · 899 · >>>
Brugnummers 800, 806, 807, 809, 810, 843 (gesloopt, Uilenstede, Amstelveen), 847 (Uilenstede, Amstelveen) , 851 (gesloopt, Dirk Sterenberg), 852 (gesloopt, Dirk Sterenberg), 853 (gesloopt, Dirk Sterenberg), 855, 861, 862, 874, 878, 879, 880, 881, 882, 883, 884, 885, 886, 887, 888, 894 zijn niet (meer) vergeven.